# 大野村 (京都府中郡)
大野村（おおのむら）は、京都府中郡にあった村。現在の京丹後市大宮町奥大野・大宮町口大野にあたる。

## 地理
- 河川：竹野川

## 歴史
- 1889年（明治22年）4月1日 - 町村制の施行により、奥大野村・口大野村の区域をもって大野村が発足。
- 1892年（明治25年）3月5日 - 大野村が分割され、大字奥大野の区域をもって奥大野村が、大字口大野の区域をもって口大野村がそれぞれ発足。同日大野村廃止。